# Oscar Sales Bingisser
Oscar Sales Bingisser (* 1958 in Einsiedeln) ist ein Schweizer Schauspieler, Regisseur und Autor. Ausserdem ist er Mitbegründer des Theaterproduktionsvereins pocketsized.ch.

## Leben
Bingisser besuchte 1973 bis 1979 das Gymnasium der Stiftsschule des Klosters Einsiedeln und schloss mit der Matura Typus A 1979 ab. Danach war er bis 1982 in der Abteilung der Schauspiel-Akademie Zürich. Von 2000 bis 2002 nahm er am Nachdiplomstudiengang Executive Master of Advanced Studies Cultural Management der Zürcher Hochschule Winterthur teil.
Von 1982 bis 1985 war er Ensemblemitglied am Schauspielhaus Zürich und arbeitete unter anderem unter der Regie von Gerd Heinz, Werner Düggelin, Jürgen Flimm, Arie Zinger, J. Jarocki und Urs Schaub. Zudem war er Regieassistenz am Schauspielhaus Zürich und Produktionsassistenz am Radio DRS. Von 1986 bis 1988 war er Schauspieler am Theater für den Kanton Zürich. Seit 1989 ist er freischaffender Schauspieler, vorwiegend am Theater an der Winkelwiese, am Theater am Hechtplatz, am Theaterhaus Gessnerallee, Theater Tuchlaube, Theater Heddy Maria Wettstein, Stadttheater Luzern, See-Burgtheater Kreuzlingen, Schwäbisch Hall und weiteren. 2015 gründete er den Verein pocketsized.ch, welcher als Plattform für verschiedene Kulturveranstaltungen dient.
Bingisser bietet Kurse über verschiedene Themen wie Theater, Sprache, Dramaturgie an diversen Institutionen, Schulen und Firmen an und ist zudem Dozent an der SAMTS in Adliswil. 2012 erhielt er den Anerkennungspreis des Kantons Schwyz.
Bingisser ist verheiratet.

## Projekte
- Eigene Regiearbeiten in über 50 Inszenierungen seit 1995
- 9 ½ Klassiker in 59 Minuten, Eigenproduktion
- Die Zahnlosenkompanie a.3, Buchprojekt über die Zahnlosenkompanie A.3 der Schweizer Armee im 2. Weltkrieg
- Loch im Herz ein Stück Boulevard, Zweipersonenstück, Uraufführung Sogar-Theater, Zürich, Theseus Verlag, 2010
- „Bezirksgericht“ – von Vaganten, Verbrechern & unzüchtiger Liebe – wahre Geschichten aus den Archiven des Bezirksgericht Einsiedeln 1913 bis 1945, Buch zur Produktion "Bezirksgericht", Thesis Verlag, 2016
- Messias, Chärnehus Einsiedeln, Eigenproduktion, Dezember 2017
- Living Books, Living Sketches & living diarys, Interaktive Buchplattformen[4]
- Mani Matter Projekt, Stiftschule Einsiedeln, Frühjahr 2018
- Zwingli 2019, Rolle: Johann Faber, Regie: Stefan Haupt

## Filmografie (Auswahl)
- 1983: Die schwarze Spinne
- 1984: An allem Schuld
- 1985: Dünki-Schott
- 1990: Auf der Suche nach Salomé
- 1990: Das vertagte Fest
- 1992: Schatten der Liebe
- 1993: Justiz
- 1994: Wachtmeister Zumbühl
- 1998: Vollmond
- 1998: Grenzgänge
- 2000: Komiker
- 2001: Utopia Blues
- 2001: Dragan & Madlaina
- 2004: November
- 2005: Wolf und Kopfsalat
- 2006: Süssigkeiten
- 2008: Das Fräuleinwunder
- 2011: Mord hinterm Vorhang
- 2016: Peripherie
- 2017: Zwiespalt
- 2018: Blackstory
- 2019: Zwingli
- 2020: Sami, Joe und ich
- 2020: Frieden